# グッチ・メイン
グッチ・メイン (Gucci Mane、1980年2月12日 - ) とは、アメリカ合衆国アラバマ州バーミングハム出身のラッパーである。代表曲は2005年発表の「Icy」など。2009年発表のアルバム『State Vs Radric Davis』は、全米アルバムチャートにて初登場10位を記録している。

## 略歴

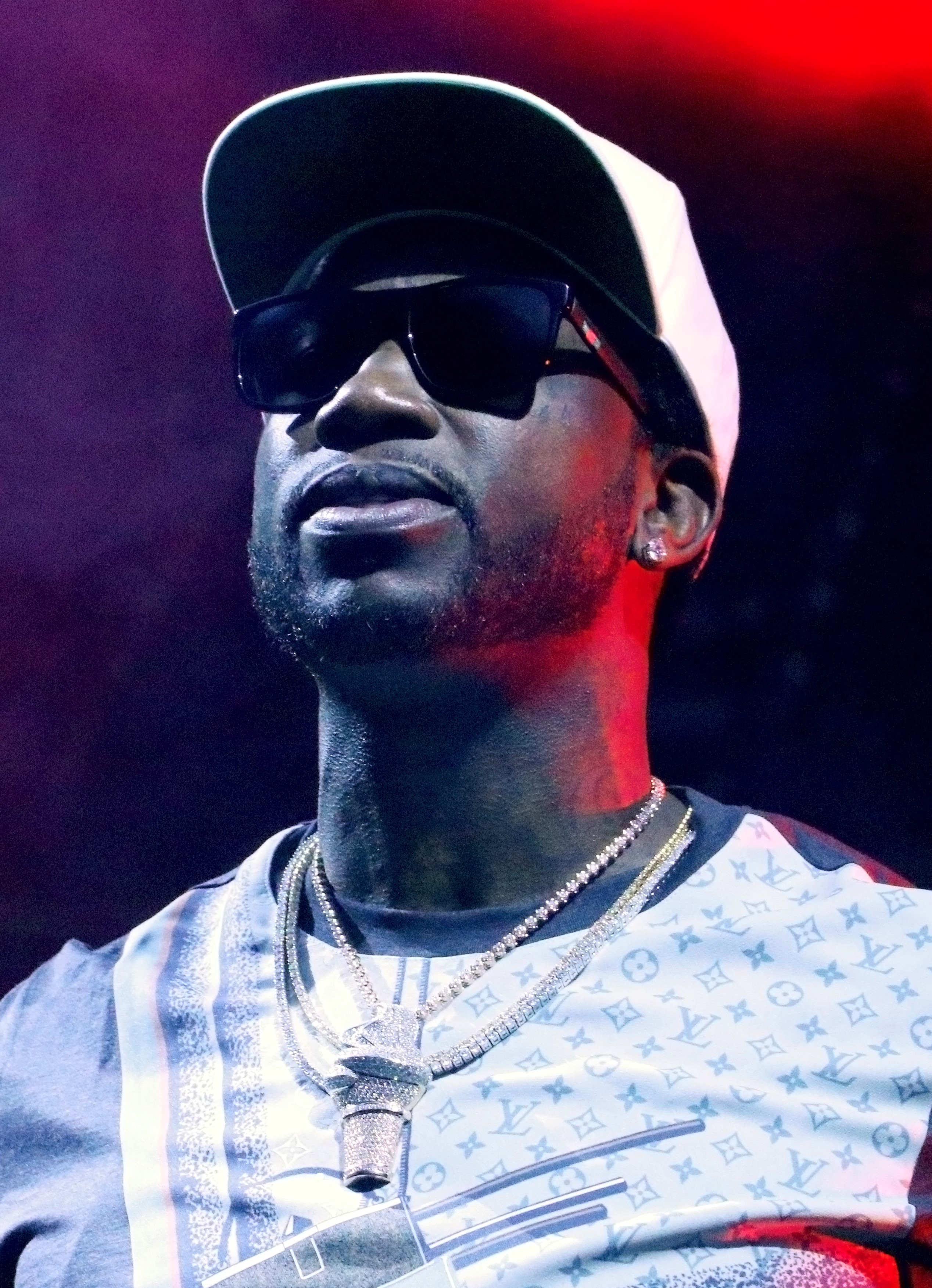
Gucci Mane（2017年）

### インディーズ時代の活動
アラバマ州バーミングハムで生まれ、その後アトランタへ移住。その後、本格的にラッパーを志すようになり、14歳の時点で既にレコーディングを行っていた。
2005年には、インディーズのBig Cat Recordsからデビューアルバム「Trap House」をリリース。しかし、同アルバムからヤング・ジージーをフィーチャリングしたヒット曲「Icy」の利権を巡り、ヤング・ジージーと対立。お互いにディス・トラックをリリースする事態に。その後も、事態は収拾せずに、遂にはヤング・ジージーの仲間が彼の自宅に押しかけ脅迫、それに対して彼が発砲する事件が発生。結果的に1人を殺害したとして逮捕されてしまうが、2006年に証拠不十分で起訴は取り下げとなっている。

### メジャーレーベルでの活動
2009年5月にはメジャーレーベルのアトランティック・レコードへ移籍。その後12月にはメジャーデビューアルバム「State Vs Radric Davis 」をリリースしたが、この時、彼は刑務所にいた。初週に89000枚を売り上げ、全米アルバムチャート10位を記録したにもかかわらず、プロモーション活動は行われなかった。しかし結果的に30万枚以上を売り上げている。また、同年10月にMTVから発表された「MTV's annual Hottest MC's In The Game list」では見事6位に選ばれている。
2010年9月28日には、ニューアルバム「The Appeal: Georgia's Most Wanted 」をリリースし、全米アルバムチャートで初登場4位を記録した。
2013年5月21日、アルバム「Trap House III」をリリース。同年12月25日、「The State vs. Radric Davis II: The Caged Bird Sings」をリリース。

## ディスコグラフィー

### アルバム
| 2005                                      | Trap House                        | - 発売日: 2005年5月24日 - レーベル: Big Cat, Tommy Boy - フォーマット: CD, digital download - 全米売上: 12.7万枚                 | 101 | —  | —   | —  | —  | —   |                |
| 2006                                      | Hard to Kill                      | - 発売日: 2006年10月10日 - レーベル: Big Cat, Tommy Boy - フォーマット: CD, digital download - 全米売上: 16.5万枚                | 76  | —  | —   | —  | —  | —   |                |
| 2007                                      | Trap-A-Thon                       | - 発売日: 2007年10月11日 - レーベル: Big Cat, Tommy Boy - フォーマット: CD, digital download - 全米売上: 1万枚                   | 69  | —  | —   | —  | —  | —   |                |
| 2007                                      | Back to the Trap House            | - 発売日: 2007年12月11日 - レーベル: Atlantic, Asylum, So Icy - フォーマット: CD, digital download - 全米売上: 3万枚             | 57  | —  | —   | —  | —  | —   |                |
| 2009                                      | Murder Was the Case               | - 発売日: 2009年5月5日 - レーベル: Big Cat, Tommy Boy - フォーマット: CD, digital download - 全米売上: 1.5万枚                   | 23  | —  | —   | —  | —  | —   |                |
| 2009                                      | The State vs. Radric Davis        | - 発売日: 2009年12月8日 - レーベル: Warner Bros., 1017 Records, Asylum - フォーマット: CD, digital download - 全米売上: 42.4万枚 | 10  | —  | —   | —  | —  | —   | - US: ゴールド |
| 2010                                      | The Appeal: Georgia's Most Wanted | - 発売日: 2010年9月28日 - レーベル: Warner Bros., 1017 Records, Asylum - フォーマット: CD, digital download - 全米売上: 17.5万枚 | 4   | —  | —   | —  | —  | —   |                |
| 2011                                      | The Return of Mr. Zone 6          | - 発売日: 2011年3月22日 - レーベル: Warner Bros., 1017 Records - フォーマット: CD, digital download - 全米売上: 2.2万枚          | 18  | —  | —   | —  | —  | —   |                |
| 2016                                      | Everybody Looking                 | - 発売日: 2016年7月22日 - レーベル: Atlantic, GUWOP Enterprises - フォーマット: CD, digital download - 全米売上: 6.8万枚         | 2   | —  | 145 | 11 | 65 | 110 |                |
| 2016                                      | The Return of East Atlanta Santa  | - 発売日: 2016年12月16日 - レーベル: GUWOP, Atlantic - フォーマット: CD, digital download                                        | 16  | —  | —   | 44 | —  | —   |                |
| 2017                                      | Mr. Davis                         | - 発売日: 2017年10月13日 - レーベル: GUWOP, Atlantic - フォーマット: CD, digital download - 全米売上: 7万枚                      | 2   | 49 | 93  | 5  | 41 | 77  |                |
| 2018                                      | Evil Genius                       | - 発売日: 2018年12月7日 - レーベル: GUWOP, Atlantic - フォーマット: CD, digital download - 全米売上: 5.1万枚                     | 5   | —  | 142 | 15 | 49 | —   |                |
| 2019                                      | Delusions of Grandeur             | - 発売日: 2019年6月21日 - レーベル: GUWOP, Atlantic - フォーマット: CD, digital download                                         | 7   | 82 | —   | 18 | 60 | —   |                |
| "—"は未発売またはチャート圏外を意味する。 |                                   | |     |    |     |    |    |     |                |